# Abel Douay
Pour les articles homonymes, voir Douay.

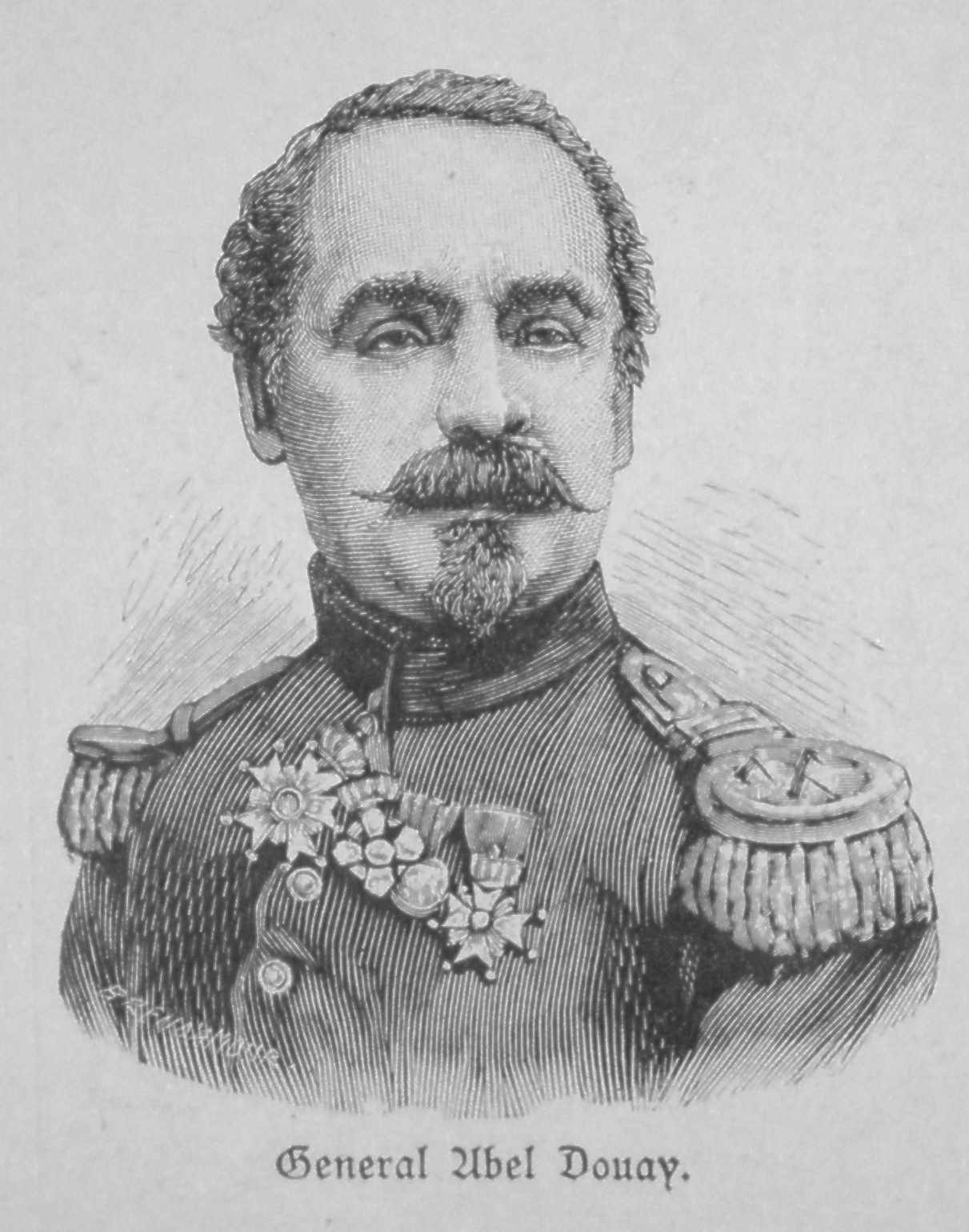
General Abel Douay

Abel Douay (1809-1870) est un général français tombé lors de la guerre de 1870.

## État civil
Charles Abel Douay est né à Draguignan (Var) le 2 mars 1809. Il est le fils de Charles Louis Barthélemy Douay, capitaine au 1er Régiment de ligne, chevalier de la Légion d'honneur, en garnison dans cette ville et de Charlotte d'Autane, son épouse.
Il épouse à Strasbourg, le 3 novembre 1843 mademoiselle Lina Aimée Louise Heancre, née le 12 janvier 1822 à Passy (Seine).
Il est tué au combat de Wissembourg le 4 août 1870 mortellement blessé par un obus.
Son frère, Félix Charles Douay (1816-1879), également général de division, a participé à l'expédition du Mexique et à la guerre franco-prussienne (prisonnier lors de la bataille de Sedan).

## Carrière militaire
Le général de division Abel Douay est le premier général français tué à l'ennemi pendant la campagne contre l’Allemagne : bataille de Wissembourg le 4 août 1870.
| Carrière militaire | Carrière militaire       | Carrière militaire                                                       |
| ------------------ | ------------------------ | ------------------------------------------------------------------------ |
| Date               | Grade                    | Affectation                                                              |
| 12 novembre 1827   | Elève-officier           | École spéciale militaire de Saint-Cyr                                    |
| 1er octobre 1829   | Sous-lieutenant          | 54e régiment d'infanterie de ligne                                       |
| 29 février 1832    | Lieutenant               | 1er régiment d'infanterie de marine                                      |
| 30 août 1835       | Capitaine                |                                                                          |
| 25 mars 1837       | Capitaine adjudant-major |                                                                          |
| 18 juin 1838       |                          | 45e régiment d'infanterie de ligne                                       |
| 27 octobre 1840    | Capitaine                | 7e bataillon de chasseurs à pied                                         |
| 11 septembre 1842  | Chef de bataillon        | 9e régiment d'infanterie de ligne                                        |
| 8 novembre 1847    |                          | 8e bataillon de chasseurs à pied                                         |
| 11 décembre 1848   | Lieutenant-colonel       | 43e régiment d'infanterie de ligne                                       |
| 7 janvier 1852     | Colonel                  |                                                                          |
| 23 octobre 1852    |                          | 65e régiment d'infanterie de ligne                                       |
| 28 décembre 1855   | Général de brigade       | 2e brigade de la 2e division d'infanterie                                |
| 25 avril 1859      |                          | 1e brigade de la 1re division d'infanterie du 4e corps campagne d'Italie |
| 17 août 1859       |                          | Commandant d'une brigade d'infanterie de la place de Paris               |
| 17 mars 1860       |                          | Commandant de la subdivision du Rhône et de la place de Lyon             |
| 12 août 1866       | Général de division      | Commandant la 7e division militaire Besançon                             |
| 17 juillet 1870    |                          | Commandant de la 2e division d'infanterie du 1er corps                   |

## Campagnes
- 11 avril 1832 au 1er janvier 1837 : Martinique
- 1er janvier 1837 au 10 novembre 1837 : Guadeloupe
- 28 septembre 1847 au 8 janvier 1851 : Algérie
- 15 mai 1854 au 28 décembre 1855 : Algérie
- 25 avril au 24 juin 1859 : campagne d'Italie
- 18 juillet au 4 août 1870 : campagne contre la Prusse.

décédé au Geisberg (Wissembourg) en 1870
gravure disponible si besoin

## Décorations
- Décorations françaises
  - Grand officier de la Légion d'honneur (24 décembre 1869)
  - Médaille d'Italie
- Décorations étrangères
  - Grand-croix de l'Ordre pontifical de Saint Grégoire le Grand
  - Commandeur de l'ordre militaire de Savoie

## Hommages patronymiques posthumes
- Il existe une rue et une caserne Abel-Douay à Wissembourg (le général est mort lors de la bataille de Wissembourg).
- La ville de Draguignan, où est né le général, a connu une caserne Abel-Douay jusque dans les années 1950. Voir à ce sujet : Carte postale (le déplacement du curseur de la souris permet de voir le boulevard avec la caserne puis le boulevard aujourd'hui). La commune a aussi donné le nom du général à un rond-point situé au milieu du boulevard Léo-Lagrange.

### Sources et bibliographie
- Service historique de la Défense : Dossier général Charles Abel Douay (7 Yd 1428)